# Ceratocanthus nitidus
Ceratocanthus nitidus là một loài bọ cánh cứng trong họ Hybosoridae. Loài này được Germar miêu tả khoa học năm 1843.